# 富士身延鉄道200形電気機関車
富士身延鉄道200形電気機関車（ふじみのぶてつどう200がたでんききかんしゃ）は、富士身延鉄道（現在のJR東海身延線）が1927年（昭和2年）に新製した直流用電気機関車である。
保有事業者である富士身延鉄道の国有化に伴って本形式も国鉄（当時の鉄道省）籍へ編入され、ED20形と改番された。

## 概要
1927年（昭和2年）2月に川崎造船所において200形200 - 204の5両が新製された。川崎造船所が製作した車両としては初の箱型車体を持つ中型電気機関車で、前面が非貫通構造となっていることが特徴的である。また、車体前面隅に面取りがされており、助士席側の面取り部分には屋根に登るための足掛け（ステップ）が設けられている。この頃の川崎造船所製の電気機関車は、造船所らしく丸型の側窓を持つものが多かったが、本形式は四角形の窓である。乗務員室扉は、助士席側のみに設置されている。
本形式の機能上の特徴としては、通常の空気ブレーキの他に発電ブレーキを装備していることがあげられる。

## 導入後の変遷
本形式5両のうち、200は1941年（昭和16年）に飯田線の前身の一つである三信鉄道に譲渡され、デキ501形501となった。残る201 - 204の4両については同年5月1日付で実施された富士身延鉄道の買収・国有化に伴って鉄道省（国有鉄道）籍へ編入され、甲府機関区に配属されED20形の省形式が付与されてED20 1 - ED20 4と改称・改番された。
三信鉄道デキ501となった元200についても、1943年（昭和18年）8月1日付で実施された三信鉄道の戦時買収・国有化によって鉄道省（国有鉄道）籍へ編入され甲府機関区に転属したことから、富士身延鉄道200形を出自とする全車両が国有鉄道の籍を有し身延線で使用されることになった。ただし、デキ501は前述4両とは異なりED20形に編入されることなく国有化後も三信鉄道時代の原形式・原番号のまま運用された。同機は太平洋戦争終了後長らく第一種休車指定を受けたのち1948年（昭和24年）11月に鳳電車区に移動したが、本線に復帰することなく休車のまま1949年（昭和24年）に廃車となった。
ED20形の形式称号を付与された4両については、1948年（昭和24年）6月にED20 1とED20 4が、同年7月にED20 3がそれぞれ鳳電車区に移動し阪和線で使用され、同年の秋口にED20 2も作並機関区に移動し仙石線で使用されたが、1959年（昭和34年）3月までに全機が廃車となり、私鉄へ払い下げられることなく全機とも解体処分された。